# Княжество Фюрстенберг
Княжество Фюрстенберг (нем. Fürstentum Fürstenberg) — государство в составе Священной Римской империи, существовавшее c 1664 по 1806 г. В середине XVIII в. наряду с герцогством Вюртембергским и маркграфством Баден-Дурлах было самым важным участником Швабского имперского округа.

## История
История графов Фюрстенбергов восходит к XI веку. В 1664 году Герман Эгон был возведен в сан имперского князя. Многие члены княжеского дома посвятили себя в первую очередь службе Виттельсбахам и Габсбургам, мало уделяя внимания родному княжеству. Более поздние князья уже не особо отличались на имперской службе, но взамен развития государства уделяли внимание искусству.
При Фробене Фердинанде фон Фюрстенберг-Мёскирхе (1664—1741) княжество простиралось от Лёффингена на западе до Нойфры на Дунае и от Боденского озера до Трохтельфингена.
С 1664 по 1716 год в состав княжества входили только территории, принадлежавшие линии Фюрстенберг-Хайлигенберг, в частности графство Хайлигенберг.
С 1716 по 1744 год существовали княжества Фюрстенберг-Штюлинген и Фюрстенберг-Мескирх. После того, как линия Фюрстенберг-Месскирх вымерла в 1744 году, князь Йозеф Вильгельм Эрнст цу Фюрстенберг-Штюлинген объединил все швабские владения дома.

## Резиденции
С 1664 по 1716 год резиденция находилась в Хайлигенберге. С 1716 по 1723 год резиденции двух княжеств находились в Штюлингене и Мескирхе. В 1723 году князь Йозеф Вильгельм перенес свою резиденцию из Штюлингена в Донауэшинген.
- Замок Донауэшинген
- Замок Мескирх
- Замок Хайлигенберг

## Империя
Княжество имело полный голос на имперском княжеском совете в рейхстаге. В Швабском округе Фюрстенберг имел один голос в княжеской скамье и пять голосов в скамье сеньоров.. Как католический дом в Рейхстаге, Фюрстенберг принадлежал Corpus Catholicorum.

## Герб
Герб Фюрстенберга объединяет элементы гербов предков — семей Церинген и Урах. Красный орел на золотом поле происходит от Церингенов, рамка с сине-белым мехом (геральдический мех) заимствована из нижней части герба Урах.У орла есть квадратный щит в форме сердца, на котором изображены гербы Верденберга (серебряный церковный флаг красного цвета) и Хайлигенберга (черная наклонная полоса).

## Законодательство
Княжество не имело гражданского кодекса — даже для отдельных частей страны. Постановления издавались для отдельных областей права (например правила лесного хозяйства ландграфства Штюлинген).

## Финансы
Около 1750 г. княжество уже имело долг около одного млн. гульденов. При князе Йозефе Венцеле долг резко вырос и на момент его смерти в 1783 г. составил 1,8 млн. Его преемник был вынужден вести переговоры о специальном налоге с регионами.

## Денежная система
Император Максимилиан I предоставил графу Вольфгангу фон Фюрстенбергу право чеканить монету в 1500 году. Фердинанд II и Фердинанд III в 1627 и 1642 гг. дали это право графам Фюрстенбергаа Владиславу и Фридриху Рудольфу. Старейшей известной монетой княжества является талер графа Эгона (ум. 1635 г.).
Однако у Фюрстенбергов никогда не было собственного монетного двора, монеты чеканились в основном в Штутгарте, Мюнхене и Гюнцбурге. Карл Иоахим отчеканил последние монеты в 1804 г. Расчет велся в основном по южногерманской системе: 1 конвенционный талер (условный фунт = 10 талеров от кельнской марки, талер — 2 гульденам, гульден — 60 крейцерам).

## Вооружённые силы
Княжество Фюрстенберг предоставляло воинский контингент для войск Швабского имперского круга. Согласно окружному постановлению 1732 г., на случай войны княжество выставляло 380 человек для 2-го окружного пехотного полка и 68 человек для окружного кирасирского полка.
- Кирасир (1770)
- Гренадер (1790)
- Мушкетёр (1790)

## Религия
Княжеский дом и, следовательно, княжество исповедывали католицизм. В церковном отношении территория принадлежала Констанцскому епископству, которое было распущено в 1821 году.
Как и во многих германских государствах, евреям было разрешено временно поселиться в Фюрстенберге, и князья выдали им охранные грамоты за соответствующую плату. 1 апреля 1743 года срок действия такого охранного письма для евреев истек, и князь Йозеф Вильгельм изгнал евреев.
Еврейская община в Штюлингене существовала с 16 века и около 1700 года насчитывала около 25 семей. Община Штюлингер построила новую синагогу только в 1720 году. Евреи Донауэшингена, где они жили примерно с 1650 г. и в 1713 г. были представлены 18 семьями.

## Секуляризация
После того, как большие территории империи на левом берегу Рейна были переданы Франции по Люневильскому миру 1801 года, Священная Римская империя была обязана выплатить компенсацию пострадавшим немецким правителям, чем занялся Вечный Рейхстаг. Это произошло за счет секуляризации церковных владений и за счет медиатизации более мелких светских правителей прежних имперских сословий. Княжество Фюрстенберг не потеряло никаких территорий на левом берегу Рейна и поэтому не имело претензий на компенсацию. После того как княжескому правительству стало известно, что расположенные на его территории монастыри в качестве компенсации должны быть переданы Тевтонскому ордену, представители княжества претензии на них 28 октября 1802 г. с целью использовать их доходы и активы для финансирования социальных и образовательных учреждений.
После того, как Тевтонский орден под влиянием своего великого магистра Карла Тешенского отказался от притязаний, Фюрстенберги 2 ноября снова выдвинули свои требования. 6 ноября чрезвычайная императорская депутация постановила передать им монастыри.
Благодаря конфискации Фюрстенберги получили крупную собственность (например 2100 гектаров лесов и полей, что составляло около десятой части частной собственности князя). Часть этой прибыли составляла активы Нойдингенского монастыря.

## Медиатизация
В 1804 г. новым князем стал 8-летний Карл Эгон II, регентство стало осуществлять его мать Мария Елизавета Александрина Турн-и-Таксис. Хотя прежний правитель Карл Иоахим проявлял симпатию к Франции и пытался дистанцироваться от Габсбургов, дом Фюрстенбергов считался лояльным последней, чему способствовали обширные владения в Австрии и Богемии. В доме Фюрстенбергов также не было детей брачного возраста, из-за чего не было возможности повлиять на Наполеона через браки его семьи с представителями европейской знати. Попытки договориться о новом общем государстве с другими свободными от империи государствами и убедить в этой концепции французов не удались. В конечном итоге дипломаты княжества стали преследовать цель приблизиться к Бадену и избежать власти Вюртемберга.
Закон о Рейнском союзе 1806 года привел к медиатизации княжества Фюрстенберг и его разделению между великим герцогством Баден, королевством Вюртемберг и Гогенцоллерн-Зигмаринген. Большая часть перешла к Бадену, Гогенцоллерн-Зигмаринген — амты Юнгнау и Трохтельфинген и часть амта, Вюртембергу — амт Нойфра.

## Территория
Княжество было разделено на 14 региональных отделений (Хюфинген, Мёринген, Блюмберг, Лёффинген, Нойштадт, Штюлинген, Хайлигенберг, Трохтельфинген, Юнгнау, Нойфра, Вольфах, Хаслах, Мескирх, Энген).
В состав правительства Донауэшингена входили канцлер, три придворных советника, два советника палаты и княжеский архивариус. Ей подчинялись судебная расчетная контора и финансовое управление.
Владения княжеского дома Фюрстенбергов в Богемии (объединенные владения и поместья Пюрглица, Крушовица, Нишбурга, Вчетата, Панашова-Аугезда, Скршивана, Подмокля и Волешни), Моравии и Австрии (Вейтра, Рейнпольц, Васен) не включены в нижеследующий перечень территорий княжества, ибо они пребывали под суверенитетом Австрии. Швабские владения представляли собой смесь аллодиальных поместий и имперских феодальных владений, хотя права Фюрстенбергов в отдельных областях, были совершенно разными.
| Территория                | Год приобретения | Прежний владелец          | Тип приобретения                         |
| ------------------------- | ---------------- | ------------------------- | ---------------------------------------- |
| Ландграфство Баар         | 1218             | графы Зюльц               |                                          |
| Сеньория Хаслах           | 1250             |                           |                                          |
| Сеньория Вольфах          | 1290             | Фридрих фон Вольфах       | Брак и наследование                      |
| Замок и сеньория Хаузах   | 1303             | Фрайбурги                 | Брак                                     |
| Сеньория Вартенберг       | ок. 1307         | фрайгерство Вартенберг    | Наследство                               |
| Сеньория Прехталь         | 1409             | графы Габсбург-Лауфенбург | Кондоминиум с маркграфством Баден-Дурлах |
| город Донауэшинген        | 1488             | Барбара фон Хабсберг      | покупка                                  |
| Сеньория Ромберг          | 1490             | Герольдсеки               | покупка                                  |
| Сеньория Ленцкирх         | 6 мая 1491       | Блюмегги                  | покупка                                  |
| Сеньория Шенкенцелль      | 1498             | Герольдсеки               | покупка                                  |
| Долина Бахциммер          | 1527             | Филипп фон Альмсхофен     | покупка                                  |
| Сеньория Трохтельфинген   | 1534             | графы Верденберг-Зарганс  | наследство                               |
| Сеньория Юнгнау           | 1534             | графы Верденберг-Зарганс  | наследство                               |
| Графство Хайлигенберг     | 1534             | графы Верденберг-Зарганс  | наследство                               |
| Сеньорияt Блюмберг        | 1537             | Бодманы                   | покупка                                  |
| Сеньория Мёринген         | 1553             | Ганс Амштадт цу Рандегг   | покупка                                  |
| город Хюфинген            | 1620             | Шелленберги               | покупка                                  |
| Сеньория Мескирх          | 1627             | Хельфенштейны             |                                          |
| Сеньория Гундельфинген    | 1627             | Хельфенштейны             | наследство                               |
| Сеньория Неуфра           | 1627             | Хельфенштейны             | наследство                               |
| Сеньория Вильденштейн     | 1627             | Хельфенштейны             | наследство                               |
| Сеньория Фалькенштейн     | 1627             | Хельфенштейны             | наследство                               |
| Ландграфство Штюлинген    | 1639             | Папенхеймы                |                                          |
| Сеньория Хоэнхевен        | 1639             | Папенхеймы                |                                          |
| Сеньория Вальдсберг       | 1656             |                           |                                          |
| Сеньория Шлатт ам Ранден  | 1749             | Дипольд фон Танненберг    | покупка                                  |
| Сеньория Аульфинген       | 1776             | Фрайгерр фон Вессенберг   |                                          |
| Сеньория Хаузен фор Вальд | 1783             | Шелленберги               |                                          |

## Правители
|  | Имя                                                 | Годы жизни                               | Годы правления |  |
|  | --------------------------------------------------- | ---------------------------------------- | -------------- |  |
|  | Герман Эгон цу Фюрстенерг                           | 5 ноября 1627 г. — 10 сентября 1674 г.)  | 1664-1674      |  |
|  | Антон Эгон фон Фюрстенберг-Хайлигенберг             | 23 апреля 1656 — 10 октября 1716         | 1674-1716      |  |
|  | Фробен Фердинанд Мария цу Фюрстенберг-Мескирх       | 6 августа 1664 — 4 апреля 1741           | 1716-1741      |  |
|  | Карл Фридрих Николаус Фюрстенберг-Мескирх           | 9 августа 1714 — 7 сентября 1744         | 1741-1744      |  |
|  | Иосиф Вильгельм Эрнст цу Фюрстенберг-Штюлинген      | 13 апреля 1699 — 29 апреля 1762          | 1744-1762      |  |
|  | Иосиф Венцель цу Фюрстенберг-Штюлинген              | 21 марта 1728 — 2 июня 1783              | 1762-1783      |  |
|  | Иосиф Мария Бенедикт цу Фюрстенберг-Штюлинген       | 9 января 1758 — 24 июня 1796             | 1783-1796      |  |
|  | Карл Йохим Франц де Паула цу Фюрстенберг-Штюнлинген | р.31 марта 1771 — ум. 17 мая 1804        | 1796-1804      |  |
|  | Карл II Эгон цу Фюрстенберг                         | р. 28 октября 1796 — ум. 22 октября 1854 | 1804-1806      |  |